# José Antonio Muñoz (baloncestista)
José Antonio Muñoz López, (Madrid, 3 de enero de 1931-18 de agosto de 2021) fue un jugador de baloncesto español. Con 1.80 de estatura, su puesto natural en la cancha era el de base.
Él trabajó en la Junta Directiva de La Asociación de Jugadores de Baloncesto del Real Madrid.
Falleció el 18 de agosto de 2021, a los 90 años de edad.

## Trayectoria
José Antonio Muñoz jugó durante cinco temporadas en el Real Madrid (desde la temporada 1949/50 hasta la 1953/54) y fue internacional con España en dos ocasiones.

## Palmarés
- 3 Copas de España (1951, 1952 y 1954)